# Чиен-Шиунг Ву
Чиен-Шиунг Ву (Лухе, Тајканг, 31. мај 1912 – Њујорк, 16. фебруар 1997) била је кинеско-америчка физичарка физике елементарних честица и експериментална физичарка. Она је дала значајан допринос у области нуклеарне физике и физике честица. Ву је радила на Пројекту Менхетн, где је помогла у развоју процеса издвајања уранијума у изотопе уранијума-235 и уранијума-238 гасном дифузијом. Најпознатија је по спровођењу Ву експеримента који је доказао да парност није очувана. Ово откриће довело је до тога да су њене колеге Цунг-Дао Ли и Чен-Нинг Јанг освојиле Нобелову награду за физику 1957. године, док је сама Ву добила инаугуралну Волфову награду за физику 1978. године. По њеној стручности у експерименталној физици поредили су је са Маријом Кири. Њени надимци су „Прва дама физике“, „Кинеска госпођа Кири“ и „Краљица нуклеарних истраживања“.

## Младост
Чиен-Шиунг Ву је рођена у граду Лухе, Тајканг у провинцији Ђангсу, у Кини, 31. маја 1912. као друго од троје деце Ву Шонг-Јиа (吳仲裔) и Фан Фу-Уа (樊復華). Породични обичај је био да деца ове генерације имају Чиен као прво име (име генерације) у свом имену, а затим следе имена у фрази Јинг-Шиунг-Хао-Јие, што значи "хероји и изузетне личности". Сходно томе, имала је старијег брата Чиен-Јинга и млађег брата Чиен-Хаоа. Ву и њен отац били су изузетно блиски и он је страствено подстицао њена интересовања, стварајући средину у којој је била окружена књигама, часописима и новинама. Њена мајка је била учитељица и ценила је образовање оба пола. Њен отац је био инжењер који је подстицао равноправност жена и постао је значајан активиста током револуције коју је предводио Сун Јат Сен а која је модернизовала земљу. Њен отац је подржао побуну због својих модерних идеала. Чак је предводио локалну милицију која је збрисала локалне бандите и потпуно модернизовала градић Лухе, тражећи да се девојчице из богатих и сиромашних породица придруже његовој новој школи.

## Образовање
Ву је завршила основну школу Минг Де, школу за девојчице коју је основао њен отац. Ву је одрасла као скромно и радознало дете у добростојећој породици. Није се играла напољу као друга деца, већ је уместо тога слушала ново-измишљени радио из задовољства и ради знања. Такође је уживала у поезији и кинеским класицима као што су Разговори, и западној књижевности о демократији коју је њен отац промовисао код куће. Ву је слушала како њен отац рецитује одломке из научних часописа уместо дечјих прича све док и сама није научила да чита.
Ву је напустила свој родни град 1923. године са 10 година да би отишла у женску нормалну школу бр. 2 у Суџоуу, која је била удаљена педесет миља од њене куће. Ово је био интернат са часовима за обуку наставника, као и за редовну средњу школу, и увео је предмете из области науке који су полако постајали све већа страст за младу Ву. Пријем на обуку наставника био је конкурентнији, јер се није наплаћивала школарина или пансион и гарантовао се посао по завршетку студија. Иако је њена породица могла да приушти да плати, Ву је одабрала конкурентнију опцију и била је на деветом месту међу око 10.000 кандидата.
Године 1929. Ву је завршила школу као најбоља у класи и примљена је на Национални централни универзитет у Нанкингу. Према владиним прописима тог времена, студенти колеџа за обуку наставника који су желели да пређу на универзитете морали су да раде као наставници годину дана. У њеном случају, ово је само номинално спроведено. Ишла је да предаје у државној школи у Шангају, чији је председник био познати филозоф Ху Ши. Ху је постао веома значајна политичка икона кога је Ву видела као другог оца и посетио је Ву када је била у Сједињеним Државама. Ху је претходно био Вуин учитељ када је похађала неколико курсева на Националном кинеском колеџу и био је импресиониран када је Ву, која је седела на предњем седишту да би је приметио њен херој, завршила и усавршила прву трочасовну процену за мање од два сата. Њен отац је увек понављао: "Само спусти главу и настави да ходаш напред."
Иако се Ву на крају бавила научним истраживањем, њено писање се сматрало изванредним захваљујући њеној раној обуци. Њену кинеску калиграфију хвалили су и други. Пре него што је уписала Национални централни универзитет, Ву је провела лето припремајући се за студије уобичајеном пуном снагом. Сматрала је да су њено искуство и обука у женској нормалној школи у Суџоу били недовољни да би је припремили за специјализацију из науке. Отац ју је охрабрио да крене напред и купио јој је три књиге за самостално учење тог лета: тригонометрију, алгебру и геометрију. Ово искуство је било почетак њене навике да самостално учи и дало јој је довољно самопоуздања да у јесен 1930. године упише математику.
Од 1930. до 1934. Ву је студирала на Националном централном универзитету (сада познатом као Универзитет у Нанкингу) и прво је дипломирала математику, али је касније прешла на физику. Укључила се у студентску политику. Односи између Кине и Јапана су у то време били напети, а студенти су позивали владу да заузме јачи став према Јапану. Ву су њене колеге изабрале за једног од студентских лидера јер су сматрале да ће јој власти опростити, или барем превидети, пошто је она једна од најбољих студената на универзитету. Пазила је да не занемари своје студије. Она је предводила протесте који су укључивали седење у Председничкој палати у Нанкингу, где је студенте дочекао Чанг Кај Шек.
Две године након дипломирања завршила је постдипломске студије физике и радила као асистент на Универзитету Џеђанг. Постала је истраживач на Институту за физику Кинеске академије. Њен супервизор је била Џију Ђинг-Веј, професорка која је докторирала у иностранству на Универзитету у Мичигену и подстакла Ву да учини исто. Постала је важан узор младој Ву, која је развила самопоуздање и поштена када је давала савете блиским пријатељима. Ву је прихватила Универзитет у Мичигену, а њен ујак Ву Чоу-Чи је обезбедио неопходна средства. Упутила се у Сједињене Државе са пријатељицом и хемичарком из Тајканга, Донг Руо-Фен (кин: 董若芬), на броду СС Председник Хувер у августу 1936. Њени родитељи и ујак су је испратили при укрцавању на брод. Њен отац и ујак су били веома тужни док је њена мајка тог дана била у сузама, а Ву тада није ни знала да никада више неће видети своје родитеље. Иако ће њена породица преживети Други светски рат, она ће посетити преостале чланове своје породице тек деценијама касније када је путовала у Кину 1970-их.

## Рана каријера у области физике

### Беркли
Ву и Донг Руо-Фен стигли су у Сан Франциско, где су се њени планови за постдипломске студије променили након посете Калифорнијском универзитету Беркли. Упознала је физичара Лука Чиа-Лу Јуана, унука средње класе конкубине Јуан Шикаја (самопроглашеног председника нове Републике Кине и цара Кине шест месеци пре смрти). Због свог политичког порекла, Лук није много причао о Јуан Шикају и Ву га је задиркивала након што је открила истину, пошто се њен отац једном побунио против Јуан Шикаја. Јуан јој је показао Националну лабораторију Лоренса Берклија, где је директор био Ернест Лоренс, који ће ускоро добити Нобелову награду за физику 1939. године за проналазак циклотронског акцелератора честица.
Ву је била шокирана сексизмом у америчком друштву када је сазнала да у Мичигену женама није дозвољено ни да користе предњи улаз, и одлучила је да би радије студирала на либералнијем Берклију у Калифорнији. На Ву је такође утицало њено интересовање за објекте на Берклију који су укључивали први Лоренсов циклотрон, али је њена одлука разочарала Донг који је сама студирала у Мичигену. Јуан ју је одвео код Рејмонда Т. Биргеа, шефа одсека за физику, и он је понудио Ву место на постдипломским студијама упркос чињеници да је академска година већ почела. Ву је одлучно напустила своје планове да студира у Мичигену и уписала се на Беркли. Међу њеним колегама из Берклија били су Роберт Р. Вилсон, који се као и други потајно дивио Ву, и Џорџ Волкоф; њени најближи пријатељи су били постдокторант Маргарет Луис и Урсула Шефер, студенткиња историје која је одлучила да остане у Сједињеним Државама радије него да се врати у нацистичку Немачку. Ву је јако недостајала кинеска кухиња и није била импресионирана храном у Берклију, па је увек вечерала са пријатељима као што је Шефер у свом омиљеном ресторану, Ти Гарден. Ву и њени пријатељи добијали би бесплатне оброке који нису били део јеловника због њеног пријатељства са власником. Ву се пријавила за стипендију на крају своје прве године, али су постојале предрасуде према азијским студентима од стране шефа одељења Биргеа, а Ву и Јуану су уместо тога понуђене позиције читача књига и штампе са нижом стипендијом. Јуан се тада пријавио и обезбедио стипендију на Калифорнијском технолошком институту. Бирге је, међутим, поштовао Ву због њених талената и Ву се ипак уписала иако је академска година већ почела.

Ву је брзо напредовала у свом образовању и истраживању. Иако је Лоренс званично био њен супервизор, она је такође блиско сарађивала са познатим италијанским физичарем Емилиом Сегреом. Убрзо је постала његов омиљени студент и њих двоје су спровели студије о бета распаду, укључујући и ксенон, што је пружило важне резултате у будућности нуклеарних бомби. Према Сегреу, Ву је била популарна и талентована студенткиња. У својој аутобиографији, нобеловац Луис Алварез је рекао о Ву:
Упознао сам овог апсолвента у овом празном времену. Користила је исту собу у суседству и звала се „Џи Џи“ (Вуин надимак на Берклију). Била је најталентованија и најлепша експериментална физичарка коју сам икада упознао.
Сегре је препознао њену бриљантност и упоредио је са Вуином хероином Маријом Кири, коју је Ву увек цитирала, али је рекао да је Ву била више „светска, елегантнија и духовитија“. У међувремену, Лоренс је описао Ву као „најталентованију женску експерименталну физичарку коју је икада познавао, и да ће она учинити да свака лабораторија заблиста“. Када је дошло време да представи своју тезу 1940. године, она је имала два одвојена дела представљена на веома уредан начин. Први је био на закочном зрачењу, електромагнетном зрачењу произведеном убрзањем наелектрисане честице када се одбије од друге наелектрисане честице, обично електрона од атомског језгра, при чему је ово друго језгро радиоактивног ксенона. Она је истраживала прву студију користећи бета емитујући фосфор-32, радиоактивни изотоп који се лако производи у циклотрону који су Лоренс и његов брат Џон Х. Лоренс процењивали за употребу у лечењу рака и као радиофармацеутик. Ово је био Вуин први рад са бета распадом, темом у којој ће постати ауторитет.
Други део дипломског рада односио се на производњу радиоактивних изотопа ксенона насталих нуклеарном фисијом уранијума са 37-инчним и 60-инчним циклотронима у Националној лабораторији Лоренса Берклија. Њен други део о ксенону и нуклеарној фисији је толико импресионирао њен комитет, у којем су били Лоренс и Роберт Опенхајмер, кога је Ву од миља звала „Опи“, да је Опенхајмер веровао да Ву зна све о попречном пресеку апсорпције неутрона, концепту који ће бити примењен када се Ву придружила пројекту Менхетн.

Ву је докторирала у јуну 1940. и изабрана је у Фи Бета Капа, америчко академско почасно друштво. Упркос препорукама Лоренса и Сегре, није могла да обезбеди место професора на универзитету, па је остала у Лабораторији као постдокторант. Због њених раних достигнућа, Оукланд Трибјун је објавио број о њој под насловом „Изванредно истраживање нуклеарног бомбардовања мале Кинескиње“. Извештај је шалио,
Ситна Кинескиња радила је раме уз раме са неким врхунским америчким научницима у лабораторији проучавајући нуклеарне сударе. Ова девојка је нови члан истраживачког тима за физику Берклија. Госпођица Ву, или још прикладније др Ву, изгледа као да би могла бити глумица или уметница или ћерка богаташа у потрази за западном културом. Могла је да буде тиха и стидљива пред странцима, али веома самоуверена и опрезна пред физичарима и дипломираним студентима. Кина јој је увек на уму. Била је тако страствена и узбуђена кад год се помиње „Кина“ и „демократија“, јер је демократија толико значила 1940-их. Она се спрема да се врати и допринесе обнови Кине.
Њени планови су морали да се промене када је почео Други светски рат.

### Други светски рат и пројекат Менхетн
Ву и Јуан су се венчали у кући Роберта Миликена, Јуановог академског супервизора и председника Калифорнијског технолошког института, 30. маја 1942. Породице младе и младожење нису могле да присуствују због избијања Пацифичког рата. Ву и Јуан су се преселили на источну обалу Сједињених Држава, где је Ву постала доцент на Смит колеџу, приватном женском колеџу у Нортхемптону, у Масачусетсу, док је Јуан радио на радару за RCA (Radio Corporation of America). Посао јој је био фрустрирајући, јер су њене дужности укључивале само подучавање, а није било могућности за истраживање. Она се обратила Лоренсу, који је писао писма препоруке бројним универзитетима. Колеџ Смит је одговорио тако што је Ву поставио за ванредног професора и повећао јој плату. Прихватила је посао на Универзитету Принстон у Њу Џерзију као прва жена на факултету у историји одсека за физику, где је предавала официрима морнарице.
У марту 1944, Ву се придружила Лабораторији за заменске легуре материјала Пројекта Менхетн на Универзитету Колумбија. Тамо је живела у студентском дому, а викендом се враћала на Принстон. Улога ове лабораторије, на чијем је челу био Харолд Јури, била је да подржи програм гасне дифузије (К-25) пројекта Менхетн за обогаћивање уранијума. Ву је радила заједно са Џејмсом Рејнвотером у групи коју је предводио Вилијам Хејвенс млађи, чији је задатак био да развије инструментацију за детектор зрачења.
У септембру 1944, контактирао ју је Инжењер округа Менхетн, пуковник Кенет Николс. Ву је била фрустрирана недостатком професуре и добровољно се пријавила да помогне у пројекту. У почетку, Ву је добила задатак да провери ефекат зрачења реактора изградњом сопствених инструмената; касније је, међутим, контактирана за много већу улогу. Ново пуштени у рад Б реактор, први практични нуклеарни реактор икада изграђен, који се налазио на локацији у Ханфорду, наишао је на неочекивани проблем, палио се и гасио у редовним интервалима. Џон Арчибалд Вилер и партнер Енрико Ферми сумњали су да је производ фисије, ксенон-135, са временом полураспада од 9,4 сата, кривац и да би могао бити отров или апсорбер неутрона. Сегре се тада сетио докторске тезе из 1940. коју је Ву урадила за њега на Берклију о радиоактивним изотопима ксенона и рекао је Фермију да „пита госпођицу Ву“. Рад на ту тему још увек није био објављен, али након што је Ферми контактирао Ву, Сегре је посетио њену спаваоницу заједно са Николсом и прибавио куцани нацрт припремљен за Физички преглед. Сумње Фермија и Вилера су се обистиниле, Вуин рад је несвесно потврдио да је ксенон-135 заиста кривац за Б реактор; показало се да има неочекивано велики пресек апсорпције неутрона. Ву, опрезна што њена публикација даје информације другим нацијама о ратној трци у наоружању, чекала је неколико месеци пре новембра 1944, када су она и Сегре поднели комплетну студију о овим резултатима, која је објављена месецима пре него што су бомбе употребљене следеће године.

Ву је такође користила своја открића у сепарацији радиоактивног уранијума за изградњу стандардног модела за производњу обогаћеног уранијума за гориво за атомске бомбе у постројењу Оук Риџ у Тенесију, као и за изградњу иновативних Гајгерових бројача. Попут многих укључених физичара у каснијим годинама, Ву се касније дистанцирала од пројекта Менхетн због његовог деструктивног исхода и препоручила тајванском председнику Чанг Кај Шеку 1962. да никада не прави нуклеарно оружје. Била је задовољна сазнањем да је њена породица безбедна у Кини. Годинама касније, Ву је у ретким приликама говорила о свом учешћу у изградњи бомбе,
Мислите да су људи толико глупи и самодеструктивни? Не. Имам поверења у човечанство. Верујем да ћемо једног дана живети заједно у миру.

### Чувени рани експерименти и академска водећа каријера
Након завршетка рата у августу 1945, Ву је прихватила понуду за место ванредног професора истраживања на Колумбији. Остаће на Колумбији до краја своје каријере, а први пут је именована за ванредног професора 1952. године, чиме је постала прва жена која је постала редовни професор физике у историји универзитета.
У новембру 1949. Ву је експериментисала са закључцима Ајнштајновог ЕПР парадокса, који је квантно спрезање назвао "сабласном акцијом на даљину". Ву је била прва која је установила феномен и валидност спрезања помоћу фотона посматрањем угаоне корелације, пошто је њен резултат потврдио прорачуне Мориса Прајса и Џона Клајва Ворда о корелацији квантних поларизација два фотона који се шире у супротним смеровима. Конкретно, експеримент који је спровела Ву био је прва важна потврда квантних резултата релевантних за пар спрегнутих фотона што је применљиво на парадокс Ајнштајн-Подолски-Розен (ЕПР).

## Кинески грађански рат и стални боравак
После Другог светског рата, комуникација са Кином је обновљена, и Ву је добила писмо од своје породице, али је грађански рат пореметио планове да посети Кину. Због грађанског рата и комунистичког преузимања власти које је предводио Мао Цедунг, Ву се вратила у Кину тек деценијама касније да упозна свог преживелог ујака и млађег брата. Иако Ву није подржавала Маоа, она такође није посебно поштовала сада свргнутог председника Чанг Кај Шека и његову супругу Сунг Меј-линг. Ву је открила да је Сунг класно свесна, док је Чанг, који се тада налазио на Тајвану, био превише задовољан спољним пословима и вољан да пусти Сунг да уместо њега решава дипломатска питања. Међутим, одлучила је да пружи мало више подршке Републици Кини или Тајвану, пошто је њен учитељ Ху имао блиске везе са старом републиком. Због рата многи су били расељени и млађи студенти су одлазили у Сједињене Државе, док се научници у Америци нису могли вратити кући. Кина јој је дубоко недостајала и често би ишла са Луком да купи тканину да направи сопствени чипао - дугачку кинеску хаљину, као начин да се сети земље, и коју је увек носила испод свог лабораторијског мантила.
Ву је у то време такође била заузета због рођења сина Винсента 1947. (袁緯承 Јуан Вејченг). Винсент ће касније одрасти и постати физичар попут својих родитеља и похађати Колумбију да би пратио Вуине стопе. До краја грађанског рата 1949. Јуан се придружио Националној лабораторији у Брукхејвену, а породица је купила још једну кућу на Лонг Ајленду. Јуан је редовно путовао у Брукхејвен на Лонг Ајленду, а викендом се враћао у породични дом на Менхетну у близини Колумбија универзитета где је Ву радила као прва жена професорка физике. Након што су комунисти дошли на власт у Кини те године, Вуин отац је писао наводећи је да се не враћа. Пошто јој је пасош издала влада Куоминтанга, било јој је тешко да путује у иностранство јер земље као што је Швајцарска нису признавала њен пасош. Понекад је њен пријатељ у Швајцарској, физичар Волфганг Паули, морао да обезбеди посебне визе за њу само да би ушла у земљу. То је на крају довело до њене одлуке да остане у Сједињеним Државама. Уз помоћ председника Колумбије Чарлса Х. Таунса, Ву ће постати амерички држављанин 1954.

## Успостављање бета распада
У свом послератном истраживању, Ву, сада већ етаблирани физичар, наставила је да истражује бета распад. Енрико Ферми је објавио своју теорију бета распада 1934. године, али је експеримент Луиса Волтера Алвареза дао резултате у супротности са теоријом. Ву је кренула да понови експеримент и провери резултат. Ву је већ била у великој мери укључена у рад на бета распаду док се бавила том темом на  Берклију. Године 1949. Ву је у потпуности успоставила Фермијеву теорију и показала како функционише бета распад, посебно у стварању електрона, неутрина и позитрона. Наводно би већина електрона требало да изађе из језгра великом брзином.
Након пажљивог истраживања, Ву је посумњала да је проблем у томе што се дебео и неуједначен филм бакар(II) сулфата (CuSO
4) користио као извор бета зрака бакра-64, што је узроковало да емитовани електрони губе енергију. Да би то заобишла, прилагодила је старији облик спектрометра, соленоидни спектрометар. Додала је детерџент бакар сулфату да би се добио танак, равномеран филм. Затим је показала да су уочена одступања резултат експерименталне грешке; њени резултати су били у складу са Фермијевом теоријом. Сада се показало да су брзине електрона које су се обично производиле у експериментима знатно спорије. Тако је анализом радиоактивних материјала које су користили претходни истраживачи доказала да је то узрок проблема, а не теоријске грешке. Ву се тако етаблирала као водећи физичар за бета распад. Њен рад на бета распаду постао је од велике користи за њена каснија истраживања и модерну физику уопште.

## Експеримент парности
На Колумбији, Ву је лично познавала теоретског физичара Цунг-Дао Лиа, рођеног у Кини. Средином 1950-их, Ли и још један кинески теоријски физичар, Чен-Нинг Јанг, довели су у питање хипотетички закон физике елементарних честица, „закон одржања парности“. Један пример који наглашава проблем била је загонетка тета и тау честица, два наизглед различито наелектрисана, чудна мезона. Били су толико слични да би се обично сматрали истим честицама, али су примећени различити начини распада који су резултирали у два различита стања парности, што сугерише да су Θ+ и τ+ различите честице, ако је парност очувана.
Лијево и Јангово истраживање постојећих експерименталних резултата уверило их је да је парност очувана за електромагнетне интеракције и за јаку интеракцију односно јаку резидуалну нуклеарну силу. Из тог разлога, научници су очекивали да ће то важити и за слабу интеракцију, али то није тестирано, а теоријске студије Лија и Јанга су показале да то можда неће важити за слабу интеракцију. Ли и Јанг су разрадили дизајн оловке и папира за експеримент за тестирање очувања парности у лабораторији. Због своје стручности у одабиру и затим изради хардвера, постављању и лабораторијским процедурама, Ву је тада обавестила Лија да она може да изведе експеримент.
Ву је одлучила да то уради тако што је узела узорак радиоактивног кобалта-60 и охладила га на криогене температуре течним гасовима. Кобалт-60 је изотоп који се распада емисијом бета честица, а Ву је била стручњак за бета распад. Екстремно ниске температуре су биле потребне да би се количина топлотних вибрација атома кобалта смањила на скоро нулу. Такође, Ву је морала да примени константно и униформно магнетно поље на узорак кобалта-60 како би проузроковало да се осе спина атомских језгара поравнају у истом правцу. За овај криогени рад били су јој потребни објекти Националног института за стандарде и технологију и њихова стручност у раду са течним гасовима, и отпутовала је у његово седиште у Мериленду са својом опремом да спроведе експерименте.
Теоријски прорачуни Лија и Јанга предвиђали су да ће бета честице из атома кобалта-60 бити емитоване асиметрично, и да је хипотетички „закон очувања парности“ неважећи. Вуин експеримент је показао да је то заиста случај: парност се не сачува под слабим нуклеарним интеракцијама. Θ+ и τ+ су заиста иста честица, која је данас позната као каон, K+. Овај резултат су убрзо потврдиле њене колеге са Универзитета Колумбија у различитим експериментима, а чим су сви ови резултати објављени — у два различита истраживачка рада у истом броју истог часописа за физику — резултати су потврђени и у многим другим лабораторијама и у многим различитим експериментима.
Откриће кршења парности било је велики допринос физици честица и развоју Стандардног модела. Откриће је заправо поставило сцену за развој модела, пошто се модел ослањао на идеју о симетрији честица и сила и како честице понекад могу да прекину ту симетрију. Широка покривеност њеног открића подстакла је откривача фисије Ота Фриша да помене да су они са Принстона често говорили да је њен експеримент био најупечатљивији од Мајкелсон-Морлијевог експеримента који је инспирисао Ајнштајнову теорију релативности. Америчко удружење универзитетских жена је то назвало решењем највеће загонетке у науци. Осим што показује карактеристичну разлику слабе интеракције од друге три конвенционалне силе интеракције, ово је на крају довело до општег кршења ЦП симетрије односно кршења симетрије парности коњугације наелектрисања. Ово кршење значило је да су истраживачи могли разликовати материју од антиматерије и створити решење које би објаснило постојање универзума као оног који је испуњен материјом. То је зато што је недостатак симетрије дао могућност неравнотеже материје и антиматерије која би омогућила да материја постоји данас кроз Велики прасак.
Као признање за њихов теоријски рад, Ли и Јанг су добили Нобелову награду за физику 1957. Нобелов комитет је изоставио Вуин критички допринос који је пружио експерименталну потврду која доказује кршење ЦП симетрије кроз њен ригорозни експеримент. Јанг и Ли су покушали да номинују Ву за будућу Нобелову награду и захвалили су јој се у својим говорима. Била је номинована најмање седам пута пре 1966. године, када је Нобелов комитет објавио да ће сакрити своју листу кандидата како би избегли даљу јавну контроверзу. Нобеловац из 1988. Џек Стајнбергер често је то називао највећом грешком Нобеловог комитета. Вуина улога у открићу није јавно призната све до 1978. године, када је награђена инаугурационом Вулфовом наградом. Вуин пријатељ Волфганг Паули, који је био познат као творац Паулијевог принципа, био је сигуран да је парност истинита и био је шокиран открићем. Он је, као и многи други познати физичари, изгубио велику хипотетичку опкладу због клађења против коначног исхода. Касније је писао о својим осећањима поводом открића колеги са Принстона Џону М. Блату: „Не знам да ли вам је неко до сада писао о изненадној смрти парности. Госпођица Ву је урадила експеримент са бета распадом оријентисаног кобалтног језгра што показује да парност није очувана у β распаду.... Сви смо прилично потресени смрћу нашег вољеног пријатеља, парности.“ Касније је постао још више збуњен када је сазнао да је Ву ускраћена Нобелова награда и чак је веровао да је он предвидео тај догађај кроз своју анализу снова коју је спровео др Карл Густав Јунг.

## Слаба сила и очувана векторска струја
Ву је постала редовни професор 1958. године, а касније је именована за првог професора физике Михајла И. Пупина 1973. Неки од њених подмуклих ученика назвали су је Дама змај, по лику тог имена у стрипу Тери и пирати због њене строгости и високих стандарда. Без обзира на ово, Ву је заправо третирала своје ученике као своју децу и често је ручала са њима, као и упознавала њихово друштво. Она је радила од 8 ујутро до 7 или 8 увече, а њена плата је и даље била веома ниска све док није драстично повећана након што је Роберт Сербер постављен за новог председника. Њена открића су се показала важнима у физици, а њен рад је прешао чак и на биологију и медицину, где су њени доприноси постали изузетно утицајни у одређеним студијама о молекуларним променама у црвеним крвним зрнцима које су изазвале болест српастих ћелија или анемију.
У децембру 1962. Ву је експериментално демонстрирала универзални облик и тачнију верзију Фермијевог старог модела бета распада, потврђујући хипотезу о очуваној векторској струји Ричарда Фајнмана и Марија Гел-Мана на путу ка Стандардном моделу. Она ће резултате објавити у наредној години. У овом експерименту, Гел-Ман јој се обратио након што су он и Фајнман схватили да им је потребан стручњак за експерименталну физику да докажу своју хипотезу. Гел-Ман је молио Ву: „Колико су те дуго Јанг и Ли тражили да би пратила њихов рад?“ На њихову хипотезу утицала је Вуина демонстрација да парност није очувана, што је довело у питање друге претпоставке које су физичари изнели о слабој интеракцији. Питање је било ако се парност не може сачувати у интеракцији слабе силе, онда би конзервација коњугације наелектрисања такође могла бити спорна. Очување и симетрија су били основни закони који су важили за електромагнетизам, гравитацију и снажну интеракцију, тако да се деценијама претпостављало да би требало да важе и за слабу интеракцију док Ву није разоткрила ове законе. Ово је такође било кључно за будуће откриће електрослабе силе.
Ву је радила са бројним студентима асистентима укључујући Ј.К. Лија, Мо Веј или Л.В. Мо, и Ли Ронг-Ген из Кореје. Користећи Ван де Графов акцелератор у Колумбији са сноповима протона, тешког водоника и хелијума, могли су да изведу свој значајан експеримент. Спектри бета зрака су мерени у спектроскопији на педесет стопа од акцелератора. Извори бета распада В-12 и N-12 су произведени у магнетометру. Лабораторије су биле закључане током ноћи и Мо је морао да направи дупликат кључева за све да се ушуњају и излазе из лабораторије током раних јутарњих сати. Мо би отпратио Ву до њеног стана на Менхетну. Вуино откриће представљено је у хотелу Хилтон 26. јануара 1963. године. Ву је била задовољна овим достигнућем и напоменула је да је то дало потпуну основу Фермијевој теорији бета распада, као и да је пружило подршку теорији двокомпонентног неутрина, коју је први успоставио њен експеримент парности. Фајнман је био веома срећан због најаве и био је толико поносан на исход да је теорију о очуваној векторској струји, заједно са својим дијаграмом и радом у квантној електродинамици, назвао једним од својих најбољих научних достигнућа.
Касније, 1960-их, Ву је спровела више експеримената о бета распаду, посебно о двоструком бета распаду. Ушла је у 2.000 стопа дубок рудник соли испод језера Ири у Охају да истражи мионске атоме у којима миони заузимају место електрона у нормалним атомима. Рад који је овде обављен отворио је пут њеном будућем открићу 1980-их.
Ву је касније са Стивеном Мошковским написала уџбеник под насловом Beta Decay, који је објављен 1966. Била је то прва свеобухватна студија о бета распаду, а књига је убрзо постала стандардна референца на ту тему; остаје једна од стандардних референци и у 21. веку.

## Касније године и друштвено ангажовање
Вуин старији брат је умро 1958, њен отац следеће године, а мајка 1962. Стејт департмент Сједињених Америчких Држава увео је строга ограничења за путовања својих грађана у комунистичке земље, тако да Ву није било дозвољено да посети континенталну Кину како би присуствовала њиховим сахранама. Видела је свог ујака и млађег брата Ву Чиен-Хаоа на путовању у Хонг Конг 1965. године. После Никсонове посете Кини 1972, односи између две земље су се побољшали, а она је поново посетила Кину 1973. Ву је замало посетила Кину 1956. године, али је одлучила да остане у САД да заврши свој чувени експеримент док је њен муж посетио Кину. У време када се вратила, њен ујак и брат су страдали у Културној револуцији, а гробнице њених родитеља су уништене. Дочекао ју је Џоу Енлај, који се лично извинио због уништења гробница. Након тога се неколико пута враћала у Кину и Тајван.
Током касног 20. века, Ву је и даље била виђена као врхунски експериментални физичар у свету и многи су наставили да траже њено вођство у доказивању одређених хипотеза. Хервиг Шопер, који је био генерални директор CERN-а, прокоментарисао је да физичари верују „ако је експеримент урадила Ву, он мора бити тачан“. Спровела је експерименте Месбауеровог ефекта и његове примене у проучавању анемије српастих ћелија. Истраживала је молекуларне промене у деформацији хемоглобина које изазивају овај облик анемије. Такође је истраживала магнетизам 1960-их. Ву ће касније радити на Беловој теореми, и показала резултате који су потврдили ортодоксно тумачење квантне механике.
У каснијем животу, Ву је постала отворенија. Протестовала је због затварања на Тајвану тазбине физичара Керсона Хуанга 1959. и новинара Леј Чена 1960. Уз помоћ њеног учитеља Ху Шиа, Хуангова тазбина је на крају пуштена уз кауцију, а новинару је председник Чанг Кај Шек смањио казну на десет година. Године 1964. говорила је против родне дискриминације на симпозијуму на Технолошком институту у Масачусетсу. „Питам се“, питала је своју публику, „да ли сићушни атоми и језгра, или математички симболи, или молекули ДНК имају било какву предност у односу на мушки или женски третман“, што је побрало велики аплауз публике. Када су је мушкарци назвали професорком Јуан, она их је одмах исправила и рекла им да је она професорка Ву.

Године 1975, председник одељења за физику Сербер је открио да је Ву имала много нижу плату од својих мушких колега, али да она никада није говорила о томе, па је прилагодио њену плату да буде једнака платама њених мушких колега чак и ако је Ву бринула само о истраживањима на Колумбији. Ву се касније шалила,
У Кини има много, много жена у физици. У Америци постоји погрешно схватање да су све жене научнице сумњиве уседелице. За ово су криви мушкарци. У кинеском друштву жена је цењена због онога што јесте, а мушкарци је подстичу на достигнућа, и она остаје вечно женствена.
Вуино ангажовање и уверење успоставили су снажан приоритет за напредак науке. Касније 1975. године, као прва жена председница Америчког физичког друштва, Ву се састала са председником Џералдом Фордом и званично затражила од њега да оснује саветодавно научно тело за председника, што је председник Форд одобрио и потписао закон о формирању Канцеларије за науку и технолошку политику.
Ву је такође наставила да се залаже за питања људских права док је протестовала против рестрикција у Кини које су уследиле након масакра на Тргу Тјенанмен 1989. године. Године 1978. добила је прву Вулфову награду за физику. Један од његових критеријума био је да треба да је добију они за које се сматрало да заслужују да добију Нобелову награду, али је нису добили. Пензионисана је 1981. и постала професор емеритус.

## Последње године и наслеђе
Ву је већину свог времена у својим позним годинама проводила посећујући Народну Републику Кину, Тајван и различите америчке државе. Постала је позната по својој сталној промоцији предавања СТЕМ предмета свим студентима без обзира на пол или било који други дискриминирајући разлог. Ву је доживела мождани удар 16. фебруара 1997. године у Њујорку. Хитна помоћ ју је одвезла у болнички центар Ст. Лука-Рузвелт, где је проглашена мртвом. Њена унука, Џејда Ву Ханчи, је приметила „Била сам млада када сам видела своју баку, али њена скромност, строгост и лепота су били укорењени у мом уму. Моја бака је истицала велики ентузијазам за национални научни развој и образовање, чему се заиста дивим."
Током њеног пензионисања, Колумбија је била домаћин прославе „у част прве даме физике“, која је наишла на велики пријем, а затим је одржан банкет у ресторану Qian Jia Fu на Бродвеју. Пољско-амерички награђивани професор Изидор Раби назвао је Ву оном која је дала већи допринос науци од Марије Кири, упркос њеном надимку „кинеска мадам Кири“. Морис Голдхабер је касније рекао: „Људи избегавају да раде експерименте о бета распаду, једноставно зато што знају да ће Ву Чиен-Шиунг обавити бољи посао од било кога!“ Остали физичари су испитани да дају мишљење о најбољим физичаркама; при томе су Ву, Лиза Мајтнер и Кири долазиле различитим редоследом у зависности од њихових стандарда; Леон Ледерман је приметио да су Кири и Ву били подједнако изнад Мајтнерове, док је Валентин Телегди рангирао Ву на прво место међу женама физичаркама. Без обзира на различите погледе, Ву су високо ценили чланови научне заједнице.
У складу са Вуином жељом, њен пепео је закопан у дворишту школе Минг Де коју је основао њен отац и коју је она похађала као девојчица.

## Почасти, награде и признања
- Изабрана за члана Америчког физичког друштва (1948)[147]
- Изабрана за члана Националне академије наука САД (1958)[148]
- Ву је била прва жена са почасним докторатом Универзитета Принстон. Навод је назвао Ву, "најбољом женом експерименталним физичарем на свету".(1958)[149]
- Награда за достигнућа, Америчко удружење универзитетских жена (1959)[148]
- Почасна диплома Смит колеџа (1959)[150]
- Ву је освојила награду истраживачке корпорације и посветила награду свом учитељу Ху Ши. Награда се сада налази у округу Нанганг у Тајпеју, где се налази Хуов споменик. Ву је провела два сата код споменика, који је изграђен након што се Ху изненада срушио и подлегао срчаном удару усред конференције. Ву и њен муж су случајно били на тој конференцији која је требало да прослави њену каријеру. (1958)[148][151]
- Медаља Џона Прајса Ветерила, Институт Франклин (1962)[147]
- Награда Америчког удружења универзитетских жена за жену године (1962)
- Прва жена која је освојила Комстокову награду за физику, Национална академија наука (1964)[148]
- Награда за достигнућа Хај-Син, Фондација за културу Хај-Син (1965)[148]
- Докторат на Универзитету Јејл (1967)[152]
- Почасни члан Краљевског друштва Единбурга (1969)[147]
- Ву је добила почасну докторску титулу са Кинеског универзитета у Хонгконгу. У цитату је стајало: „Шармантна дама која је овом приликом одликована слови као најистакнутија жена експериментални физичар... Др Ву је дала један од највећих доприноса познавању универзума“.(1969)[153]
- Први Пупинов професор у историји Универзитета Колумбија, уз цитат који описује Ву као "прву даму истраживања физике" (1973)[154]
- Награда за научника године, часопис Industrial Research (1974)[147]
- Почасна диплома Универзитета Харвард (1974)[155]
- Том В. Бонер награда, Америчко физичко друштво (1975)[147][156]
- Прва жена председница Америчког физичког друштва (1975)[157]
- Почасни доктор Дикинсон колеџа (1975)[158]
- Прва жена која је награђена Националном медаљом за науку из физике, што је највећа председничка част за америчке научнике (1975)[147][159]
- Прва особа изабрана да добије Волфову награду за физику (1978)[147]
- Награда за жену године Фондације за културу Св. Винсента при УНЕСКО-у, коју је уручио председник Италије (1981)[160]
- Почасна диплома Универзитета Јужне Калифорније (1982)[160]
- Почасна диплома Универзитета у Албанију, SUNY[160]
- Почасна диплома Универзитета Колумбија (1982)[160]
- Награда за животно дело од Радклиф колеџа, Универзитета Харвард[160]
- Почасни професор Универзитета у Падови, где је Ву замољена да држи предавање у истој сали као и ренесансни астроном Галилео Галилеј (1984)[161]
- Златна плоча Америчке академије за достигнућа(1984)[162]
- Ву је добила тек другу награду Плави облак од Института Кине за њен изузетан допринос културној размени између Кине и Америке. (1985)[161]
- За прославу стогодишњице стварања Кипа слободе, 80 угледних Американаца је изабрано да буду одликовани Орденом части острва Елис. Ву је била једини физичар у групи у којој су били Роза Паркс, Грегори Пек и Мухамед Али, са којима се сликала на дан церемоније. (1986)[147][163]
- Добила је другу награду части од тадашњег градоначелника Њујорка Еда Коха. (1986)[161]
- Почасна диплома Националног централног универзитета (1989)[154]
- Астероид (2752 Ву Чиен-Шиунг) назван је по њој (1990)
- Пупинова медаља, Универзитет Колумбија (1991)[148]
- Ву је добила награду Наука за мир Центра за научну културу Еторе Мајорана у Еричеу, у Италији, „за њену интензивну и огромну научну активност која је омогућила разумевање слабих сила и за њен ангажман у промоцији улоге жена у науци." Центар Еторе Мајорана, који је основала сицилијанска влада 1963. године, познат је широм света по својим научним састанцима и постдипломским институтима са чланством од више од 56.000 научника из преко 100 земаља. (1992)[154][164]
- Изабрана за једног од првих страних академика Кинеске академије наука (1994)[140]
- Нобеловци Чен-Нинг Јанг, Цунг-Дао Ли, Самјуел Тинг и Јуен Т. Ли, заједно са другим врхунским физичарима, основали су Образовну фондацију Ву Чиен-Шиунг на Тајвану са циљем да промовишу науку младима у кинеским заједницама широм света. Фондација сваког лета одржава кампове који позивају најбоље студенте из науке да учествују, а многи нобеловци разних националности обично говоре на предавањима у кампу. Сви дијалози су на мандаринском са професионалним преводиоцима који су ангажовани да преводе са других језика у реалном времену. (1995)[165]
- Уведена у Националну кућу славних жена (1998)[166]
- Југоисточни универзитет, један од наследника Националног централног универзитета, отворио је колеџ назван у њену част. Ву је била изабрана за почасног професора на универзитету 1990. (2003)[167]
- Нормална школа Тајканг у провинцији Ђангсу преименована је у „Технолошки институт Суџоу Чиен-Шиунг“ у њену част (2004)[168]
- Прва жена нуклеарни физичар и физичар честица која је добила име улице у CERN-у под називом Route Wu, а друга жена која је добила почаст након Марије Кири (2004)
- Средња школа Минг Де одржала је меморијалну церемонију на Вуином гробљу које се налази у школском кампусу. Гробље од 1.300 квадратних метара је дизајнирано као заобљен видиковац окружен цвећем и дрвећем, а изградио га је Југоисточни универзитет у сарадњи са познатим архитектом Јоом Минг Пејом. Покренута је едукативна активност под називом „Промовисање научног духа Чиен-Шиунг и Буди личност моралног интегритета“ међу ученицима основних и средњих школа широм града. Присуствовала је почасна председница Џејда Ву Ханчи, која је редовно посећивала школу сваког месеца. Церемонију је спонзорисала општинска влада Тајканга (2012)[169]
- Технолошки институт Суџоу Чиен-Шиунг прославио је Вуин 100. рођендан са бронзаном статуом од 23 метра која је била тешка 8 тона у центру школе испред језера Шинџинг, где је окружена боровима и чемпресима. Дизајнирао ју је професор Џанг Јонгхао и заснован је на њеној посети Белој кући 1970-их. Заједно са статуом била је инаугурација музеја Чиен-Шиунг Ву у школи. Остали споменици, структуре и здања укључују камени натпис Вуине биографије, велики парк назван Трг знања и мноштво других предмета. (2012)[170]
- Портрет је додат у градску кућу Њујорка (2020)[171]
- За стогодишњицу 19. амандмана који је суфражеткињама дао право да се придруже фер изборима, часопис Тајм објавио је 100 жена године. Ова листа је требало да представља по једну жену за сваку годину од 1920. до 2019. Жена године би била женски пандан напуштеном, такозваном „мушкарцу године“ који је Тајм променио у „особу године“. Ву је била на насловној страни часописа где је проглашена женом године 1945. због њене кључне улоге у Пројекту Менхетн. (2020)[172]
- Ву је постала тек осми физичар са пуним радним временом који је награђен поштанском марком америчке поштанске службе. (2021)[173][174][175]
- Поштанска служба Сједињених Држава издала је посебну марку са портретом Ву, који је дизајнирала Етел Кеслер са уметничким делима Кам Мака.(2021)[176]

## Одабрана дела
- Wu, C.-S. (1950). „Recent Investigation of the Shapes of β-Ray Spectra”. Reviews of Modern Physics. 22 (4): 386—398. Bibcode:1950RvMP...22..386W. doi:10.1103/RevModPhys.22.386.
- Wu, C. S.; Moszkowski, S. A. (1966). Beta Decay. New York: Interscience Publishers. LCCN 65-21452. OCLC 542299.
- Wu, C.-S. (1975). „Can We Save Basic Research?”. Physics Today. 281 (12): 88. Bibcode:1975PhT....28l..88W. doi:10.1063/1.3069274.